# Orthobicoupole hexagonale
En géométrie, l'orthobicoupole hexagonale est un des solides de Johnson (J27). Comme son nom l'indique, il peut être construit en attachant deux coupoles hexagonales (J3) par leurs bases. Il possède un nombre égal de carrés et de triangles à chaque sommet; néanmoins, ses sommets ne sont pas égaux.
L'orthobicoupole hexagonale est le premier solide de l'ensemble infini des orthobicoupoles.
L'orthobicoupole hexagonale a une ressemblance superficielle avec le cuboctaèdre, qui serait connu sous le nom de gyrobicoupole hexagonale dans la nomenclature des solides de Johnson — la différence réside dans les deux coupoles hexagonales qui composent l'orthobicoupole hexagonale, elles sont jointes de telle façon que les paires de côtés qui coïncident sont les mêmes; le cuboctaèdre est joint de telle façon que les triangles coïncident avec les carrés et vice versa. Étant donné une orthobicoupole hexagonale, une rotation de 60 degrés d'une coupole avant la jonction donne un cuboctaèdre.
L'orthobicoupole hexagonale allongée (J35), qui est construite par allongement de ce solide, possède une relation spéciale (différente) avec le rhombicuboctaèdre.
Le dual de l'orthobicoupole hexagonale est appelé un dodécaèdre trapézo-rhombique. Il possède 6 faces rhombiques et 6 faces trapézoïdales. Il est similaire au dodécaèdre rhombique et les deux sont des polyèdres qui peuvent remplir l'espace.
Les 92 solides de Johnson ont été nommés et décrits par Norman Johnson en 1966.